# Garnizon Żagań
Garnizon Żagań – garnizon w Żaganiu zajmowany kolejno przez instytucje i jednostki wojskowe Armii Cesarstwa Niemieckiego, Reichswehry, Wehrmachtu, Armii Radzieckiej, Ludowego Wojska Polskiego i Sił Zbrojnych RP.

## Historia garnizonu w latach 1741-1989
Garnizon utworzony został w 1741 roku.
We wrześniu 1939 roku pod Żaganiem został zorganizowany Stalag VIIIC, w którym osadzono kilka tysięcy żołnierzy Wojska Polskiego oraz paruset żołnierzy byłej Armii Czechosłowackiej. Obóz posiadał filie w Koninie Żagańskim (niem. Kunau) i Świętoszowie (niem. Neuhammer). Wiosną 1942 roku w Żaganiu utworzono Stalag Luft III (Kriegsgefangenem Lager der Luftwaffe Nr 3) przeznaczony dla zestrzelonych lotników alianckich. Komendantem obozu był pułkownik lotnictwa Friedrich Wilhelm Gustav von Lindeiner-Wildau (1880-1963), który pod względem terytorialnym i dyscyplinarnym podlegał dowódcy III Okręgu Lotniczego (niem. Luftgau-Kommando III). W okresie od 1 sierpnia 1943 roku do 20 lutego 1945 roku na czele III Okręgu Lotniczego stał generał artylerii przeciwlotniczej Gerhard Hoffmann (1887-1969). W marcu 1943 roku w Stalagu Luft III zawiązała się konspiracyjna organizacja „Komitet «X»”, na czele której stanął major brytyjskiego lotnictwa Roger Joyce Bushell (1910-1944).
W nocy z 24 na 25 marca 1944 roku ze Stalagu Luft III uciekło 76 jeńców, w tym sześciu Polaków. W 1963 roku na kanwie tego wydarzenia powstał film zatytułowany „Wielka ucieczka”.
3 czerwca 1948 roku Wojsko Polskie przejęło kompleks koszarowy przy ulicy Szosa Żarska.
13 lipca 1948 roku z Żar do koszar przy ul. Szosa Żarska został przeniesiony 25 Drezdeński Pułk Artylerii Pancernej (JW 1418).
W dniach 17-21 maja 1949 roku z Żurawicy przybył 8 Drezdeński Pułk Czołgów (JW 1678).
1 grudnia 1952 roku w koszarach przy ulicy Szosa Żarska został sformowany 17 Pułk Artylerii Pancernej (JW 2555). 20 grudnia 1955 roku dotychczasowy 17 Pułk Artylerii Pancernej został przeformowany w 36 Batalion Czołgów i Artylerii Pancernej (JW 2555). 15 sierpnia 1957 roku został rozformowany 36 Batalion Czołgów i Artylerii Pancernej (JW 2555).
W 1969 roku została zakończona budowa Bojowej Strzelnicy Czołgów „Karliki”, a w 1973 roku – Bojowej Strzelnicy Bojowych Wozów Piechoty i Transporterów Opancerzonych „Karliki”. W styczniu 1974 roku został oddany do użytku hotel poligonowy.
1 września 1973 roku w koszarach przy ul. Szosa Żarska w Żaganiu został sformowany 65 Garnizonowy Punkt Zaopatrywania w Sprzęt Czołgowo-Samochodowy (JW 5266).
2 września 1973 roku na stanowisko kierownika punktu został wyznaczony major Jan Franciszek Miliński (1930-1998), dotychczasowy pomocnik szefa służby czołgowo-samochodowej w Dowództwie 11 Drezdeńskiej Dywizji Pancernej. 1 października 1973 roku obowiązki pomocnika kierownika punktu objął chorąży sztabowy Bolesław Stasiak (1932-2010), przeniesiony z 11 Batalionu Zaopatrzenia. 1 czerwca 1982 roku chorąży Stasiak został wyznaczony na stanowisko kierownika punktu, a major Miliński został z dniem 3 sierpnia 1982 roku zwolniony z zawodowej służby wojskowej i przeniesiony do rezerwy.
W 1979 roku Komenda OSPWL (JW 5430) została dyslokowana z Kliczkowa do miejscowości Dobre nad Kwisą.
W 1980 roku zostało oddane do użytku obozowisko wagonowe „Karliki”. Na podstawie zarządzenia Nr 060/Org. szefa SG WP z dnia 4 listopada 1987 roku 65 Garnizonowy Punkt Zaopatrywania w Sprzęt Czołgowo-Samochodowy został przeformowany, w terminie do 31 marca 1988 roku, w 65 Garnizonowy Punkt Zaopatrywania Technicznego (JW 5266). Na podstawie zarządzenia Nr 041/Org. szefa SG WP z dnia 20 lipca 1988 roku 65 GPZT został podporządkowany komendantowi 15 Rejonowej Składnicy Technicznej w Krzystkowicach. 22 listopada 1989 roku miała miejsce ceremonia pożegnania sztandaru 3 Drezdeńskiego Pułku Czołgów Średnich.

## Historia garnizonu od 1990 roku
31 marca 1990 roku został rozformowany 3 Drezdeński Pułk Czołgów Średnich (JW 2646).
6 maja 1991 roku chorąży sztabowy Bolesław Stasiak został zwolniony z zawodowej służby wojskowej i przeniesiony do rezerwy. Razem z nim szeregi Wojska Polskiego opuścił starszy chorąży Stanisław Stachowicz, który od powstania 65 Garnizonowego Punktu Zaopatrywania Technicznego pełnił służbę na stanowisku starszego ekspedytora.
Na podstawie zarządzenia Nr 024/Org. szefa SG WP z dnia 18 czerwca 1996 roku 65 GPZT został włączony w skład 5 Rejonowej Bazy Materiałowej w Nowogrodzie Bobrzańskim, która rozpoczęła funkcjonowanie z dniem 1 stycznia 1997 roku.
Z dniem 31 grudnia 2001 roku Punkt Zaopatrywania Technicznego w Żaganiu został zlikwidowany.
27 lutego 2006 roku Sąd Okręgowy w Zielonej Górze wydał postanowienie o rejestracji Stowarzyszenia Żołnierzy i Pracowników Wojska 3 Drezdeńskiego Pułku Czołgów Średnich.
Do końca 2007 roku został rozformowany 11 Batalion Medyczny (JW 2182), stacjonujący w koszarach przy ulicy Szosa Żarska.
W 2009 roku, po likwidacji garnizonu Nowogród Bobrzański, na terenie działania garnizonu Żagań znalazł się Skład Potok. Skład Potok jest jednym z sześciu składów wchodzących w skład 5 Rejonowej Bazy Materiałowej (JW 3036) w Nowogrodzie Bobrzańskim. Skład usytuowany jest w miejscowości Potok.
W 2010 roku zostały rozformowane 10 Batalion Rozpoznawczy Strzelców Konnych (JW 2943) w koszarach "Żagań-Las" przy ulicy Żarskiej, oraz 11 Kompania Chemiczna (JW 1185) w koszarach "Żagań-Miasto" przy ulicy Dworcowej.
11 Batalion Dowodzenia zimą z 2010 na 2011 roku został przeniesiony z koszar przy ulicy Dworcowej do koszar przy ulicy Żarskiej, gdzie zajął miejsce po 10 Batalionie Rozpoznawczym Strzelców Konnych.
Z dniem 1 stycznia 2011 roku dotychczasowy Klub Garnizonowy w Żaganiu został wyłączony z podporządkowania dowódcy Śląskiego Okręgu Wojskowego i włączony do etatu Dowództwa 11 DKPanc, jako Klub Dywizyjny w Żaganiu.
28 czerwca 2011 roku dowódca 11 DKPanc przekazał, a komendant 4 Regionalnej Bazy Logistycznej we Wrocławiu przyjął w podporządkowanie, 11 Batalion Remontowy.
Rozformowana została Wojskowa Administracja Koszar w Żaganiu przy ulicy Bema. Zadania związane z technicznym utrzymaniem nieruchomości w garnizonie przejęła zamiejscowa komórka wewnętrzna 43 Wojskowego Oddziału Gospodarczego w Świętoszowie.
W terminie do 31 grudnia 2011 roku została rozformowana Komenda 5 Rejonowej Bazy Materiałowej w Nowogrodzie Bobrzańskim (JW 3036), a podległe jej składy zostały podporządkowane komendantowi 4 Regionalnej Bazy Logistycznej (JW 4229) we Wrocławiu.
Z dniem 1 stycznia 2012 roku Regionalny Węzeł Łączności Wrocław został przeformowany w Region Wsparcia Teleinformatycznego we Wrocławiu. W strukturze organizacyjnej nowo powstałej jednostki znalazł się Węzeł Łączności Żagań.
1 czerwca 2012 roku weszło w życie rozporządzenie Ministra Obrony Narodowej z dnia 25 kwietnia 2012 r. zmieniające rozporządzenie w sprawie utworzenia garnizonów oraz określenia zadań, siedzib i terytorialnego zasięgu właściwości ich dowódców. Na mocy tego rozporządzenia między innymi zniesiony został garnizon Świętoszów. Dowódca garnizonu Świętoszów został zobowiązany do przekazania, w terminie 30 dni, swoich obowiązków dowódcy garnizonu Żagań. W uzasadnieniu projektu wymienionego wyżej rozporządzenia stwierdzono, że „cały obszar terytorialny garnizonu powinien znajdować się w obrębie jednego WOG-u”.
Od dnia 1 czerwca 2012 roku dowódca garnizonu Żagań obejmuje swoją właściwością powiat żagański, powiat żarski i część powiatu bolesławieckiego: gmina Bolesławiec (obręby: Golnice, Parkoszów, Krępnica, Kliczków, Trzebień Mały, Pstrąże, Kozłów) i gmina Osiecznica).
Z dniem 31 sierpnia 2012 roku zostało zlikwidowane Przedszkole Nr 94 w Żaganiu przy Jednostce Wojskowej Nr 2423 w Żaganiu, a mienie nieruchome zostało przekazane Agencji Mienia Wojskowego dla dokonania darowizny na rzecz Gminy Żagań w celu utworzenia przedszkola samorządowego. Przedszkole mieści się przy ulicy Świerkowej 2. Od 1991 roku dyrektorem przedszkola jest mgr Małgorzata Niedziela. Przypomnieć należy, że z dniem 31 sierpnia 2003 zostały zlikwidowane dwie placówki: Przedszkole Nr 86 w Żaganiu i Przedszkole Nr 87 w Żarach.
Z dniem 31 grudnia 2012 roku Terenowa Wojskowa Komisja Lekarska w Żarach została zniesiona, a z dniem 1 stycznia 2013 roku została utworzona Rejonowa Wojskowa Komisja Lekarska w Żaganiu z tymczasową siedzibą w Żarach.
Na podstawie zarządzenia Nr 12/MON Ministra Obrony Narodowej z dnia 21 maja 2013 roku w sprawie utworzenia, przekształcenia i likwidacji podmiotów leczniczych w formie jednostki budżetowej 43 Wojskowy Oddział Gospodarczy w Świętoszowie został podmiotem leczniczym w rozumieniu ustawy o działalności leczniczej. 43 WOG przejmie zadania niżej wymienionych ambulatoriów-publicznych zakładów opieki zdrowotnej, które zostaną zlikwidowane w terminie do dnia 30 września 2013 roku:
- Jednostki Wojskowej Nr 4071 w Żaganiu,
- Jednostki Wojskowej Nr 2423 w Żaganiu,
- Jednostki Wojskowej Nr 3284 w Głogowie,
- Jednostki Wojskowej Nr 2399 w Świętoszowie,
- Jednostki Wojskowej Nr 5430 w Dobrej nad Kwisą,
- Jednostki Wojskowej Nr 1145 w Bolesławcu,

a także włączy w swoją strukturę Rejonową Wojskową Komisję Lekarską w Żaganiu z siedzibą w Żarach.
W IV kwartale 2013 roku, w związku z wprowadzeniem nowego modelu systemu kierowania i dowodzenia Siłami Zbrojnymi Rzeczypospolitej Polskiej, dokonano zmian w podporządkowaniu między innymi jednostek i instytucji garnizonu Żagań. Zmiany weszły w życie z dniem 1 stycznia 2014 roku.
17 października 2013 roku na terenie Ośrodka Szkolenia Poligonowego Wojsk Lądowych Orzysz, w trakcie odprawy rozliczeniowo-zadaniowej z kierowniczą kadrą Wojsk Lądowych, generał broni Zbigniew Głowienka przekazał w podporządkowanie dowódcy 11 Lubuskiej Dywizji Kawalerii Pancernej: 4 Zielonogórski Pułk Przeciwlotniczy z Czerwieńska i Leszna oraz 23 Śląski Pułk Artylerii z Bolesławca.
28 października 2013 roku w Cytadeli warszawskiej dowódca Wojsk Lądowych generał broni Zbigniew Głowienka przekazał, a dowódca Garnizonu Warszawa generał brygady Wiesław Grudziński przyjął w podporządkowanie, Orkiestrę Wojskową w Żaganiu. Orkiestra Wojskowa w Żaganiu została zaliczona do orkiestr wojskowych kategorii „D” o stanie etatowym 1 oficera (dowódca-kapelmistrz) i 29 podoficerów.
Tego samego dnia dowódca Wojsk Lądowych przekazał w podporządkowanie komendantowi 2 Wojskowego Szpitala Polowego we Wrocławiu – 10 Grupę Zabezpieczenia Medycznego ze Świętoszowa.
17 grudnia 2013 roku w Cytadeli warszawskiej dowódca Wojsk Lądowych, generał broni Zbigniew Głowienka przekazał, a komendant Centrum Szkolenia Wojsk Lądowych w Drawsku Pomorskim, pułkownik Marek Gmurski przyjął w podporządkowanie, Ośrodek Szkolenia Poligonowego Wojsk Lądowych Żagań.
Z dniem 1 stycznia 2014 roku Minister Obrony Narodowej upoważnił Dowódcę Generalnego Rodzajów Sił Zbrojnych do powierzania żołnierzom zawodowym między innymi funkcji dowódcy garnizonu Żagań oraz zwalniania z tej funkcji.
Na początku 2014 roku Wojskowa Komenda Uzupełnień w Żaganiu opuściła dotychczasową siedzibę przy ulicy Keplera 24 i przeniosła się do kompleksu koszarowego przy ulicy Żarskiej.
2 października 2014 roku podsekretarz stanu Maciej Jankowski działając z upoważnienia Ministra Obrony Narodowej „dla podkreślenia więzi łączących żołnierzy i pracowników wojska 105 Szpitala Wojskowego z Przychodnią Samodzielnego Publicznego Zakładu Opieki Zdrowotnej w Żarach z rodakami, którzy zostali repatriowani z Kresów Wschodnich Drugiej Rzeczypospolitej i osiedlili się na terenie Gminy Żary”, nadał temu szpitalowi nazwę wyróżniającą „Kresowy” (zob. wysiedlenie Polaków z Kresów Wschodnich w latach 1944–1946).

## Jednostki i instytucje wojskowe garnizonu Żagań w 2014 roku
Obecnie w Garnizonie Żagań stacjonują następujące instytucje i jednostki wojskowe:
- Dowództwo 11 Lubuskiej Dywizji Kawalerii Pancernej im. Króla Jana III Sobieskiego (JW 1588) przy ul. Traugutta 1
- 34 Brygada Kawalerii Pancernej im. hetmana wielkiego koronnego Jana Zamoyskiego (JW 2423) przy ul. Szosa Żarska
- 11 Batalion Remontowy (JW 2649) przy ul. Szosa Żarska
- 11 Batalion Dowodzenia im. gen. broni Zygmunta Sadowskiego (JW 4071) przy ul. Szosa Żarska
- Lubuski Oddział Żandarmerii Wojskowej przy ul. Szosa Żarska
- Wojskowa Komenda Uzupełnień w Żaganiu przy ul. Szosa Żarska
- Orkiestra Wojskowa w Żaganiu przy ul. Szosa Żarska
- Klub Dywizyjny w Żaganiu przy ul. Szosa Żarska
- Węzeł Łączności Żagań przy ul. Dworcowej
- Delegatura w Żaganiu Wojskowej Komendy Transportu we Wrocławiu przy ul. Dworcowej
- Parafia Wojskowa pw. Matki Bożej Hetmanki Żołnierza Polskiego w Żaganiu przy ul. Szosa Żarska 2
- 10 Brygada Kawalerii Pancernej im. gen. broni Stanisława Maczka (JW 2399) w Świętoszowie przy ul. Sztabowej 1
- Klub 10 BKPanc w Świętoszowie przy ul. Ułańskiej 8
- 43 Wojskowy Oddział Gospodarczy (JW 5350) w Świętoszowie przy ul. Sztabowej 1
- Węzeł Łączności Świętoszów
- Parafia Wojskowa pw. św. Floriana w Świętoszowie przy ul. Kościelnej 2
- Ośrodek Szkolenia Poligonowego Wojsk Lądowych Żagań im. gen. dyw. Zbigniewa Ohanowicza (JW 5430) w Dobrem nad Kwisą
- 105 Kresowy Szpital Wojskowy z Przychodnią – Samodzielny Publiczny Zakład Opieki Zdrowotnej w Żarach przy ul. Domańskiego 2[21]
- Rejonowa Wojskowa Komisja Lekarska w Żaganiu z siedzibą w Żarach (blok nr 6 na terenie 105 SzWzP SPZOZ)
- Skład Potok 4 Regionalnej Bazy Materiałowej (JW 4229) we Wrocławiu

Dowódcą garnizonu jest dowódca 11 DKPanc. Nieetatowa komenda garnizonu wyznaczana jest ze składu osobowego Dowództwa 11 DKPanc.